# Neoharpyia verbasci
Neoharpyia verbasci är en fjärilsart som beskrevs av Fabricius 1798. Neoharpyia verbasci ingår i släktet Neoharpyia och familjen tandspinnare. Inga underarter finns listade i Catalogue of Life.